# Новиков, Пётр Васильевич
Пётр Васильевич Новиков (1899, д. Лядищ, Селецкая волость, Краснинский уезд, Смоленская губерния — 1943, Москва) — советский художник, график, художник-иллюстратор.

## Биография

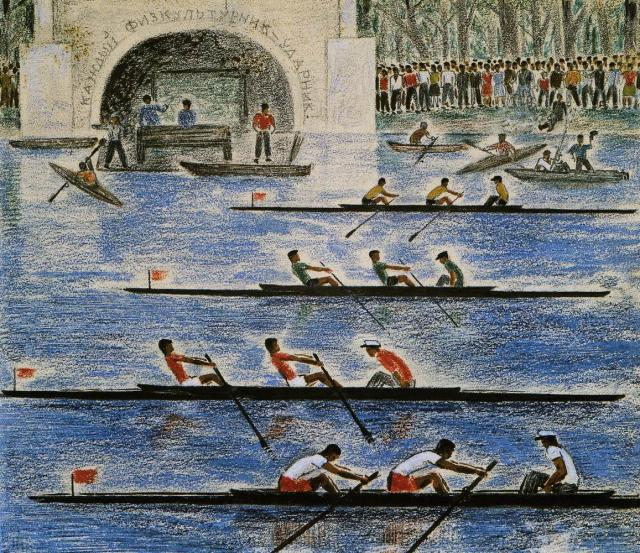
П. Новиков. Лист № 7 из макета книги «Стадион». 1929

П. В. Новиков родился в 1899 году в крестьянской семье. Вскоре семья Новиковых переехала в Петербург, где отец работал литейщиком, а мать устроилась на текстильную фабрику. После окончания школы (1917) Пётр работал ретушёром-корректором и посещал Рисовальную школу ИОПХ, где его преподавателями были А. Рылов и Г. Бобровский.
Всю Гражданскую войну Новиков служил в Красной армии. После демобилизации в 1923 году поступил на живописный факультет ВХУТЕИНа, где учился год. В 1924 году, решив заняться книжной графикой, перешёл на графический факультет. Из института был отчислен в 1926 году с формулировкой: «за несдачу в срок научных предметов».
В конце 1920-х годов работал в Типографии им. Ивана Фёдорова литографом. В 1930-х годах начал работать над оформлением детских книг. Несомненно влияние школы В. В. Лебедева на работы Новикова в области книжной графики, однако художник сумел выработать свой стиль. Он самостоятелен в композиционных решениях, цветовой палитре (преимущественно мягкой тональности), в использовании особенностей фактуры литографского камня. С детства художник интересовался спортом, занимался классической борьбой, и в работе над детскими книгами тема спорта стала для него главной.
В 1930-е годы Новиков ездил по стране с этнографическими экспедициями. Посетил Таджикистан, Армению, Азербайджан. В 1933 году от Всекохудожника Новиков был командирован в Хибины, где велось большое промышленное строительство. По результатам этой поездки был создан литографский цикл «Хибины» — этапная работа художника.
С началом войны вместе со своей женой — художницей Марией Бутровой, Новиков работал в бригаде художников при ЛССХе. Выехал вместе с женой в Москву в 1943 году. Скончался от последствий голода.